# T d'Andròmeda
T d'Andròmeda (T Andromedae) és una estrella variable del tipus Mira a la constel·lació d'Andròmeda. Com totes les estrelles d'aquest tipus, T d'Andròmeda és una estrella de la branca asimptòtica de les gegants freda de tipus espectral M4e-M7.5e, i la seva variabilitat es produeix periòdicament, amb un període calculat en 281 dies. La lluminositat màxima, però, és diferent a cada cicle de variabilitat, però pot arribar a una magnitud màxima mv = 7,70.